# Lamon Brewster
Lamon Brewster (ur. 5 czerwca 1973 w Indianapolis) – amerykański bokser, były mistrz świata organizacji WBO w kategorii ciężkiej.

## Kariera amatorska
Brewster został w 1995 amatorskim mistrzem Stanów Zjednoczonych. W tym samym roku zdobył srebrny medal na Igrzyskach Panamerykańskich, przegrywając w finale z Félixem Savónem.

## Kariera zawodowa
Karierę zawodową rozpoczął w 1996 roku. Pierwszą przegraną zaliczył w 2000 roku w swojej dwudziestej czwartej walce, z Cliffordem Etienne. Jeszcze w tym samym roku poniósł drugą porażkę, z Charlesem Shuffordem.
W 2004 roku po tym, jak Corrie Sanders zrezygnował z tytułu mistrza świata organizacji WBO, Brewster dostał szansę zdobycia tego trofeum. 10 kwietnia 2004 roku w Las Vegas zmierzył się z byłym mistrzem świata tej organizacji, Wołodymyrem Kłyczko. Przez cztery pierwsze rundy Ukrainiec miał znaczną przewagę, a w czwartej rundzie Amerykanin leżał na deskach. Jednak w następnej rundzie sytuacja się odwróciła. Po serii silnych ciosów Kłyczko był liczony, a po zakończeniu piątej rundy najpierw upadł, a później nie mógł dojść o własnych siłach do swojego narożnika. Sędzia był zmuszony zakończyć walkę i ogłosić zwycięstwo Brewstera.
4 września 2004 roku, w swojej pierwszej obronie mistrzowskiego tytułu, wygrał niejednogłośną decyzją na punkty z Kalim Meehanem. W następnej walce pokonał Andrzeja Gołotę w zaledwie 53 sekundy. W tym czasie Polak trzy razy leżał na deskach.
We wrześniu 2005 roku stoczył walkę z Luanem Krasniqi, którą wygrał przez techniczny nokaut w dziewiątej rundzie. Pas mistrza świata stracił w swojej czwartej obronie, z Siarhiejem Lachowiczem. Białorusin wygrał na punkty, mimo iż w siódmej rundzie był liczony. Brewster po walce tłumaczył, że prawie przez cały pojedynek nie mógł widzieć na jedno oko. Niedługo po walce zdiagnozowano u niego oderwanie siatkówki w lewym oku i musiał się poddać operacji.
Na ring powrócił 7 lipca 2007 roku, przegrywając walkę o mistrzostwo świata organizacji IBF z Wołodymyrem Kłyczko przez techniczny nokaut w 6 rundzie. Rok później podjął kolejną próbę powrotu do grona najlepszych bokserów w kategorii ciężkiej. W sierpniu 2008 roku znokautował w piątej rundzie Danny’ego Batcheldera, a w marcu 2009 roku podpisał kontrakt z niemiecką grupą promotorską Sauerland Event. Jeszcze w tym samym miesiącu pokonał na punkty Michaela Sprotta. Jednak kolejne dwa pojedynki zakończyły się porażkami Brewstera: 29 sierpnia 2009 roku przegrał na punkty z Gbengą Oloukunem, a 30 stycznia 2010 roku został znokautowany w ósmej rundzie przez Roberta Heleniusa. Po rocznej przerwie 9 stycznia 2011 roku ogłosił zakończenie kariery.